# Арена Мытищи
«Аре́на Мыти́щи» — спортивное сооружение в Мытищах Московской области Российской Федерации, ледовый дворец вместимостью до 8114 человек на хоккейные матчи и до 9000 человек на концерты. Открыт 15 октября 2005 года.

## Характеристики
- Вместимость: до 8114 зрителей на хоккейные матчи и около 9000 на концерты; тренировочный зал рассчитан на 350 посетителей
- Площадь застройки: 15 620 м²
- Общая площадь: 27 630 м²
- Строительный объём: 288 660 м³
- Максимальная высота здания: 28 м
- Заказчик-застройщик: «Совинтех»
- Генеральный подрядчик: «Балтийская строительная компания» («БСК-41»)

## История проекта

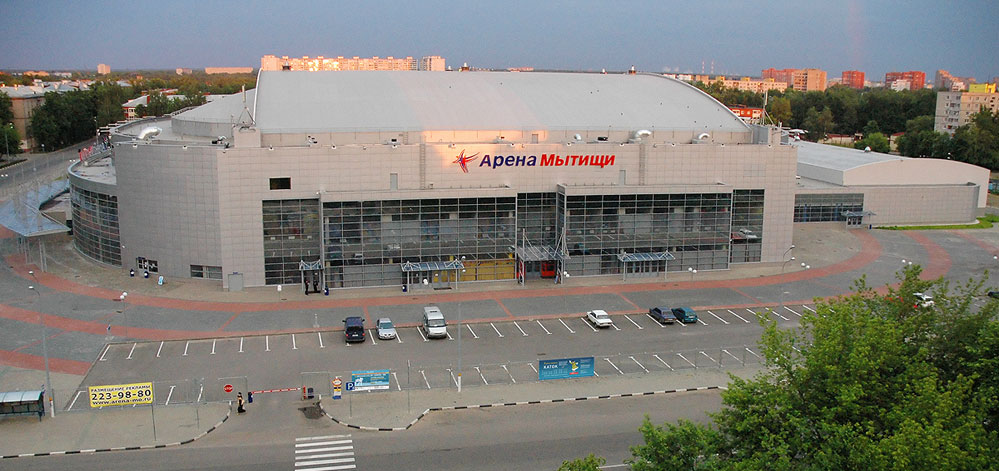
«Арена Мытищи», общий план со стороны Лётной улицы

Точкой отсчета при реализации настоящего проекта можно считать Постановление Губернатора Московской области Б. В. Громова, в соответствии с которым была образована рабочая группа по координации действий исполнительных органов государственной власти Московской области и органов местного самоуправления по строительству и реконструкции перспективных спортивных сооружений. В состав перспективных сооружений был включён объект в Мытищинском районе — «Универсальный культурно-спортивный оздоровительный комплекс „Мытищи“».
Основные цели проекта:
- Строительство в городе Мытищи современного универсального культурно-спортивного оздоровительного комплекса, отвечающего международным требованиям. Основа комплекса — ледовой дворец с двумя катками.
- Обеспечение жителей города Мытищи и близлежащих городов уникальным набором услуг по просмотру международных спортивных матчей, и посещению разнообразных культурно-развлекательных мероприятий.
- Обеспечение хоккейной команды суперлиги «Атлант» (Московская область) современной тренировочной базой, на которой можно проводить спортивные матчи международного уровня.
- Обеспечение жителей Московской области полным комплексом спортивно-оздоровительных и развлекательных услуг.
- Обеспечение подрастающего поколения условиями занятий в спортивных секциях с современной тренировочной базой.

Проект ледового дворца был разработан финской фирмой «Skanska». 19 апреля 2002 года началось строительство ледового дворца «Арена Мытищи», а открытие состоялось спустя три года — 15 октября 2005 года. Сейчас «Арена Мытищи» является центром проведения досуга мытищинцев и жителей соседних районов Москвы и области. За такое короткое время с момента открытия его посетители более 100 тыс. человек, а ряды постоянных гостей постоянно расширяются.

## Возможности арены

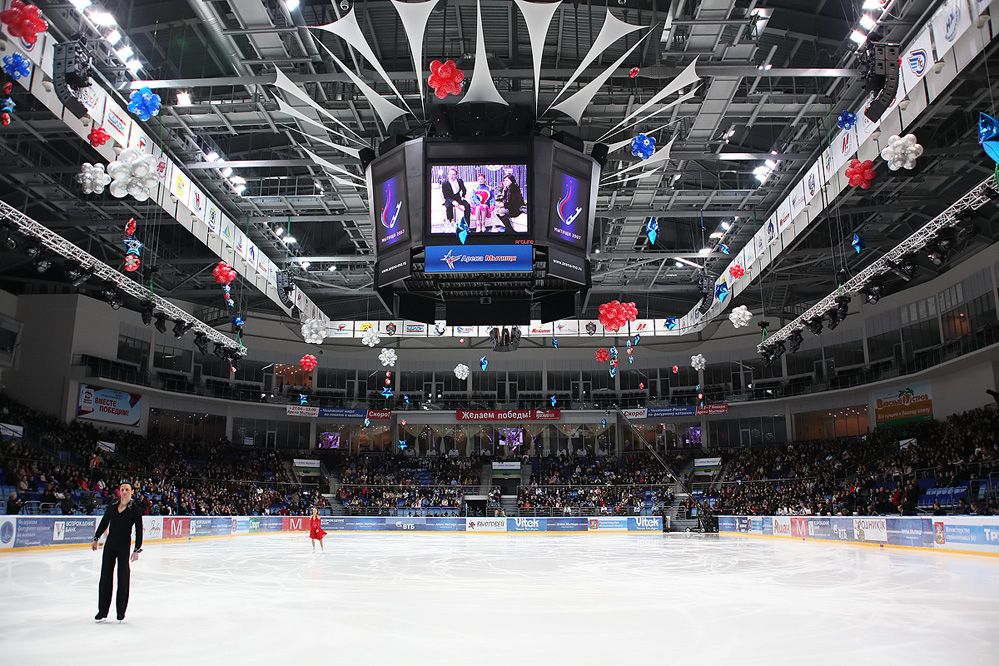
Чемпионат России по фигурному катанию на «Арене Мытищи», 2007 год

Ледовый дворец «Арена Мытищи» является сложным техническим сооружением; чёткая планировка, простые строгие интерьеры здания, обилие света, сложное оборудование, которым заполнен каждый его уголок, позволяют использовать помещения для работы в самых разнообразных режимах. Главная арена комплекса является многофункциональной и путём трансформации имеет возможность проведения соревнований по фигурному катанию, игр с мячом (баскетбол, волейбол, гандбол, теннис, бадминтон, мини-футбол), спортивной гимнастике на снарядах, ритмической гимнастике, спортивным танцам, бальным танцам, борьбе, тяжелой атлетике и боксу. Для проведения вышеперечисленных мероприятий, в зависимости от их назначения, производится демонтаж бортов, стеклянного ограждения, укладка на поверхность льда специальных теплоизоляционных плит и упругого настила с готовой разметкой для соответствующей игры с мячом или паркетного покрытия.
В дворце помимо спортивных мероприятий предусмотрено проведение различных концертов, выставок, собраний, танцевальных вечеров, цирковых представлений, показа мод, а также других корпоративных мероприятий. При размораживании льда на главной арене имеется возможность проводить соревнования по конному спорту (конкур, выездка), а также по мотогонкам (триал). В течение 24—36 часов ледовое поле главной арены может быть трансформировано в площадку для баскетбольных матчей, встреч по мини-футболу, в концертный зал, или выставочный комплекс. За 3—4 дня ледовое поле главной арены может быть превращено в гоночный трек.
Комплекс оснащен для концертных и других мероприятий сборно-разборным инвентарем сцены, с помощью которого на арене могут выполняться различные конструкции и подиум для показа мод. Представительская арена оснащена видеоаппаратурой, с помощью которой выполняется прямая трансляция и видеозапись матчей на требуемом КХЛ уровне. Кроме стационарных систем она оборудована также трансформируемой свето-и звукотехнической аппаратурой сцены, с помощью которой могут осуществляться шоу-эффекты во время соревнований по хоккею, фигурному катанию и других спортивных мероприятий.
Система коммуникаций ледового дворца позволяет осуществлять выход в Интернет, отправлять и получать аудио- и видеосигнал в режиме реального времени.

## События
2005

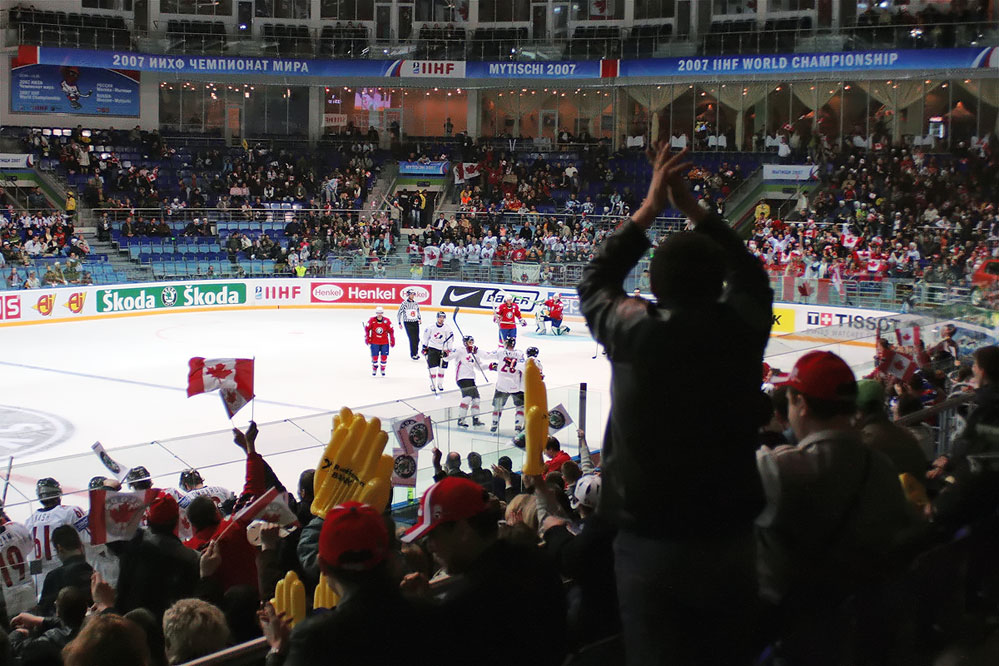
2007 IIHF World Championship — Чемпионат мира по хоккею с шайбой на «Арене Мытищи», 2007 год

- 27 и 28 декабря: Ледовое шоу Ирины Лобачёвой и Ильи Авербуха «Восхождение» с участием Олимпийских чемпионов фигурного катания 2002 года; «Арена Мытищи» стала своего рода стартовой площадкой для телевизионного супершоу «Звёзды на льду», получившего ультра-рейтинги на центральных федеральных телеканалах.
- 30 декабря: Ледовый цирк «Новогоднее шоу», новогоднее представление для детей.

2006
- 22 января: «Матч всех звёзд России». Ежегодный праздник профессионального хоккея, матч между командами суперлиги «Запад» — «Восток». Матч Звёзд нашёл широкий резонанс не только в хоккейном мире, но и в социально-политических кругах. Отзывы в прессе были только положительными.
- 10—14 февраля: Международный Турнир пяти наций среди юношей до 18 лет с участием команд России, США, Чехии, Финляндии, Швеции.
- 23 февраля: праздничный гала-концерт «Женщины поздравляют мужчин» с участием популярных артистов поп-эстрады.
- 8 марта: Концерт Николая Баскова «Цветы любви» с участием Ларисы Рудаковой и Таисии Повалий.
- 13 марта — 20 апреля: плей-офф Чемпионата России — матчи ХК «Химик».
- 15 апреля: Ледовое шоу Игоря Бобрина с миниатюрами «Золушка» и «Танго».
- 13—14 мая: 3-е открытое Первенство «Клуба спортивных единоборств имени Сергея Павловича Королёва» по тхэквондо.
- 17 мая: Концерт знаменитого музыканта и гитариста Владимира Кузьмина.
- 19 мая: V Губернаторский открытый фестиваль-конкурс патриотической песни «С чего начинается Родина…».
- 26 мая: Ледовое шоу Ирины Лобачёвой и Ильи Авербуха «Итальянский карнавал».
- 30 сентября: Ледовое шоу Игоря Бобрина «Нам 20 лет».
- 5 ноября: Шоу французского иллюзиониста Дани Лари.

2007
- 3—7 января: Чемпионат России по фигурному катанию на коньках.
- 8 февраля: ледовый дворец принимает хоккейный матч сборных команд России и Финляндии в рамках Шведских игр, четвёртого этапа Еврохоккейтура.
- 27 апреля—13 мая: 2007 IIHF World Championship — Чемпионат мира по хоккею с шайбой среди мужчин, высший дивизион.
- 19 ноября: концерт знаменитого греческого певца Демиса Руссоса.
- 24 ноября: телевизионное шоу «Танцы на льду» с участием звёзд российского фигурного катания, эстрады и телевидения.
- 27 ноября: концерт в поддержку «Дня матери». В числе музыкантов — Владимир Кузьмин,Александр Серов.
- 2 декабря: концерт «Выборы-2007». Среди музыкантов — Пьер Нарцисс, и группа «Птица счастья».

- 2008

- 8 марта: концерт «Любимые, дорогие, единственные». Музыканты — Сергей Кондратьев, Алиса Мон, «Добры Молодцы».
- 26 апреля: конкурс «Мисс Арена-2008».
- 17 мая: праздничный концерт «День семьи».
- 5 июня: первый концерт Димы Билана в России после победы в «Евровидение-2008».
- 23—27 августа: Кубок губернатора Московской области по хоккею.

6 сентября: спортивно-кинологическая выставка на Кубок губернатора Московской области.

### С 2020 года
- С 1 сентября 2020 года: матчи Континентальной хоккейной лиги (КХЛ) с участием команды «Куньлунь Ред Стар».